# Węzeł

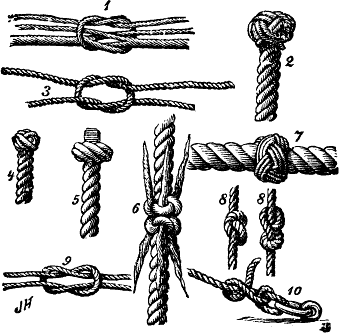
Niektóre rodzaje węzłów

Węzeł – sposób wyginania i przeplatania materiałów (lin, sznurów, nici) wokół samych siebie czy innych przedmiotów. Materiały mogą być pochodzenia roślinnego, zwierzęcego, mineralnego i mieszane.
Służy do łączenia, mocowania oraz skracania lin, sznurków czy innych podobnych materiałów poprzez odpowiednie wiązanie lub przeplatanie. Może służyć do łączenia ze sobą dwóch lub więcej lin, mocowania lin do innych przedmiotów czy do formowania pętli.
Są stosowane w wielu dziedzinach, na przykład w żeglarstwie, wspinaczce, makramie, turystyce i sztuce przetrwania oraz chirurgii.

## Niektóre węzły i ich zastosowania
- do łączenia lin: płaski, refowy, szotowy, bramszotowy, flagowy, Huntera, rożkowy, splot krótki, wantowy
- do cumowania (cumownicze): żeglarski, rybacki, łańcuchowy, sztyk, palowy podwójny
- do formowania pętli: ratowniczy, kluczka, szybki cumowniczy
- do przywiązywania liny: wyblinka pojedyncza, knagowy, kotwiczny, holowniczy ławkowy, szotowy francuski
- do skracania lin (robienia skrótów): łańcuszkowy, skrót zwykły
- ozdobne: gałka bosmańska, węzeł tyrolski, oplot ozdobny, węzeł turecki, węzeł turbanowy, węzeł o ściegu mediolańskim
- inne: węzeł zwykły, stoper (supeł), węzeł ósemka, podwójna ósemka, węzeł dziewiątka, buchta, węzeł babski, przewiąz, skrót zwykły, skrót łańcuszkowy, węzeł stoperowy.